# Parolinia
Genre
Synonymes
- Diploceras Meisn.[2]

Parolinia est un genre de plantes à fleurs de la famille des Brassicaceae. L'espèce type est Parolinia ornata.

## Liste d'espèces
- Parolinia filifolia G. Kunkel
- Parolinia intermedia Svent. & Bramwell
- Parolinia ornata Webb
- Parolinia platypetala G. Kunkel
- Parolinia schizogynoides Svent.